# Karolína Waldecko-Pyrmontská
Karolína Waldecko-Pyrmontská (Carolina de Waldeck-Pyrmont, 14. srpna 1748, Arolsen – 18. srpna 1792, Lausanne) se narodila jako waldecko-pyrmontská princezna, sňatkem se pak stala kuronskou vévodkyní.

## Život
Karolína se narodila jako dcera knížete Karla Augusta Waldecka a jeho manželky Kristýny Henriety Falcko-Zweibrückenské.
V sedmnácti letech se 15. října 1765 provdala za o více než dvacet let staršího kuronského vévodu Petra Birona. Jejich manželství bylo nešťastné a zřejmě ji zneužil, když byl opilý. Ze svazku vzešel jediný syn, který se 16. listopadu 1766 narodil mrtvý. Pár se v roce 1772 rozvedl.